# Chaetonotus pusillus
Chaetonotus pusillus is een buikharige uit de familie Chaetonotidae. De wetenschappelijke naam van de soort werd in 1905 voor het eerst geldig gepubliceerd door Daday. 